# Jasper Blom (musicus)
Jasper Blom (Geldrop, 2 juni 1965) is een Nederlands saxofonist (tenorsaxofoon, sopraansaxofoon), klarinettist, bandleider en componist in de hedendaagse geïmproviseerde muziek en hardbop.
Blom studeerde bij Dave Liebman, Bob Brookmeyer, Herb Geller en Joe Lovano en speelde samen met onder andere Lee Konitz, Chet Baker, Nat Adderley, George Duke en Conrad Herwig. Hij speelde in de jaren negentig in de groep Five Up High (albums in 1994 en 1997) en werkte in de bands van Pierre Courbois en Denis Gäbel. Hij is lid van onder andere de bigband van David Kweksilber en speelt regelmatig in het Metropole Orkest en het Jazz Orchestra of the Concertgebouw, waarmee hij ook opneemt.
Blom heeft verschillende groepen: een trio (met Frans van der Hoeven en Arnold Dooyeweerd) en een duo met pianist Harmen Fraanje. Met zijn kwartet, bestaande uit Jesse van Ruller (gitaar), Frans van der Hoeven (bas) en Martijn Vink (drums) heeft hij inmiddels (2015) vier albums opgenomen. 
Blom is verder te horen op albums van onder andere Klemens Marktl, Florian Ross, Anette von Eichel, Marc van Roon en Corrie van Binsbergen.
Blom won twee keer de European Jazz Competition en kreeg compositieopdrachten van het North Sea Jazz Festival en het jazzfestival van Rotterdam. Hij geeft les aan het conservatorium van Amsterdam. In 2019 werd de Boy Edgarprijs aan hem toegekend.

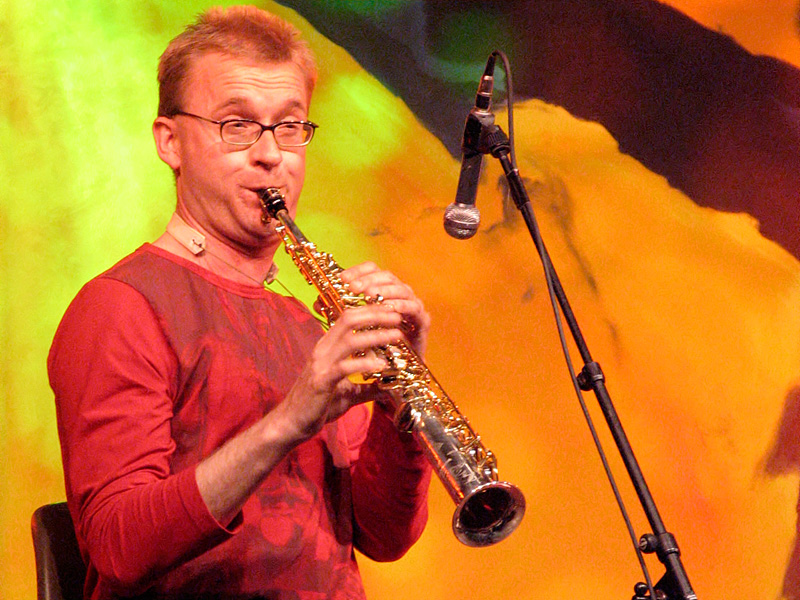
Jasper Blom tijdens Moers Festival, 2004

## Discografie (selectie)
- Statue of Liberty, Mainland, 2008
- Dexterity, 2010
- Gravity, 2012
- Audacity, 2015

- Gemeinsame Normdatei: 135339367
- International Standard Name Identifier: 0000 0000 5810 4743
- Library of Congress Control Number: no2012066866
- MusicBrainz: dd155696-49ad-4e1d-ae0a-07ca01c3e7ef
- Virtual International Authority File: 80119024
- WorldCat: E39PBJvmPhp4b77kjxD74yf6rq